# Kalimantan central
 (juin 2016).
Kalimantan central (en indonésien : Kalimantan Tengah, parfois abrégé Kalteng) est une province d'Indonésie créée à la fin des années 1950 à partir de celle de Kalimantan du Sud. Une des raisons était le souci de donner plus d'autonomie aux populations dayaks par rapport aux autres groupes.
La province est bordée à l'ouest par celle de Kalimantan occidental, au sud par la mer de Java, à l'est par la province du Kalimantan du Sud et au nord par celle du Kalimantan oriental. Sa capitale est Palangka Raya. Sa superficie est de 539 460 km2. Elle compte 7 721 670 habitants en 2006. C'est une région riche en pétrole
La population de la province était de 1,8 million d'habitants en 2000.

## Subdivisions administratives
Kalimantan central est divisé en treize kabupaten :
- Barito du Sud (Buntok)
- Barito oriental (Tamianglayang)
- Barito du Nord (Muarateweh)
- Gunung Mas (Kuala Kurun)
- Kapuas (Kapuas)
- Katingan (Kasongan)
- Kotawaringin occidental (Pangkalan Bun)
- Kotawaringin oriental (Sampit)
- Lamandau (Nanga Bulik)
- Murung Raya (Purukcahu)
- Pulang Pisau (Pulang Pisau)
- Sukamara (Kuala Pembuang)
- Seruyan (Sukamara)

et une kota :
- Palangka Raya.

## Population

### Langues et cultures
Dans l'intérieur de la province vivent différents groupes dayaks, dont le plus important est celui des Ngaju. Sur la côte habitent des Malais qui se donnent le nom de Banjar et représentent environ le quart de la population. Parmi les autres groupes représentés on trouve des Bugis du sud de Sulawesi et des Ma'anyans, ainsi que des populations issues de la transmigration (notamment des Javanais et des Madurais).

## Histoire

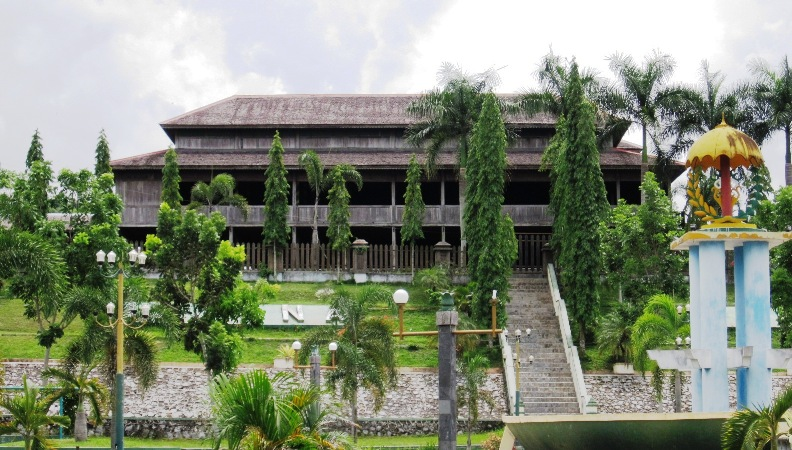
L’Istana Kuning ou "Palais jaune" des princes de Kotawaringin à Pangkalan Bun.

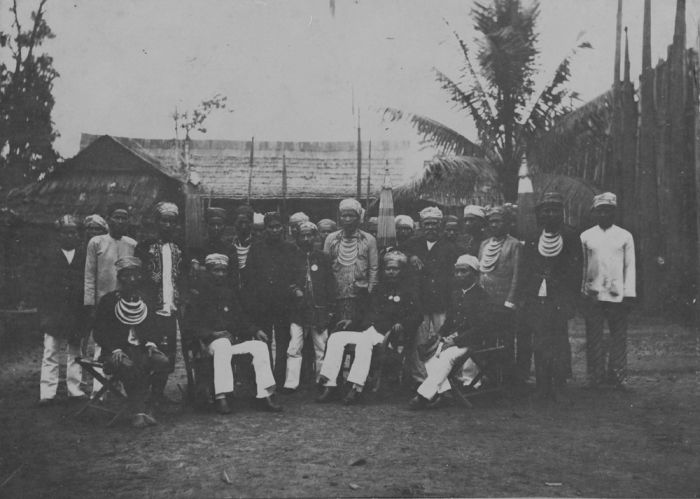
Réunion de chefs à Tumbang Anoi (1894)

### Religions
|                | Population | %      |
| -------------- | ---------- | ------ |
| Islam          | 2 047 295  | 74,36% |
| Protestantisme | 457 999    | 16,64% |
| Hindouisme     | 151 131    | 5,49%  |
| Catholicisme   | 92 758     | 3,37%  |
| Autres         | 3 866      | 0,14%  |
| Total          | 2 753 049  | 100%   |

## Le territoire du Grand Dayak
Le 7 décembre 1946 est créé, à l'instigation des Hollandais, le Dajak Besar ("Grand Dayak"), qui rejoint la république des États-Unis d'Indonésie formée le 14 décembre 1949. Le territoire est incorporé à la république d'Indonésie le 4 avril 1950.
Le territoire correspondait à peu près à la province actuelle.

La république des États-Unis d'Indonésie, 14 décembre 1949-17 août 1950 (en rouge, la république d'Indonésie proprement dite)